# ドル (イスラエル)
ドル (Dor) は、イスラエル北部の村。近郊にはもっと大きな、ナハショリム、ジフロン・ヤアコヴ、フレイディスなどがある。
新王国時代・第20王朝の末期に記された『ウエンアメンの物語』の中に登場する。